# Hannah Simone
 (septembre 2016).
Si vous disposez d'ouvrages ou d'articles de référence ou si vous connaissez des sites web de qualité traitant du thème abordé ici, merci de compléter l'article en donnant les références utiles à sa vérifiabilité et en les liant à la section « Notes et références ».
Hannah Simone né le 3 août 1980 à Londres, est une actrice, présentatrice de télévision et mannequin anglo-canadienne. Elle est principalement connue pour son rôle de Cece dans la série télévisée New Girl.

## Biographie
Hannah Simone est née à Londres au Royaume-Uni le 3 août 1980. Elle est la fille de Narendra Simone, romancier indien. Elle est d'origine italienne, allemande et grec-chypriote par sa mère. Elle a un frère nommé Zack, qui est photographe.
À l'âge de 4 ans, sa famille déménage en Inde, pays d'origine de ses grands-parents. Elle y passe quatre années avant de revenir habiter à Londres. Entre l'âge de 7 et 10 ans elle déménage consécutivement sur trois continents. À 13 ans, elle habite à Chypre où elle exerce le métier de mannequin et pose pour des magazines locaux et internationaux. À 16 ans, elle retourne à New Delhi, en Inde, et poursuit ses études à la American Embassy School.
À 17 ans, elle part habiter au Canada et étudie dans la célèbre Université de la Colombie-Britannique, où elle obtient son diplôme en sciences politiques Internationales et ressources humaines. Pendant deux ans, elle effectue des recherches pour Lloyd Axworthy, un ancien ministre canadien des Affaires étrangères, qui écrit un livre. Après cela, elle déménage en Angleterre et travaille comme volontaire aux Nations Unies durant un an.

## Carrière
Elle a toujours été passionnée de théâtre mais n'a jamais pensé pouvoir devenir un jour actrice.
En 2004, elle obtient un diplôme en Média, Radio et Télévision à l'Université de Ryerson. Par la suite elle décroche des petits rôles dans des productions américaines, mexicaines, saoudiennes et même grecques. C'est sa famille en 2010 qui l'inscrit aux casting de la série New Girl.
En 2005, Hannah Simone présente l’émission télévisée canadienne « Space for Living », avant de devenir un vidéo-jockey pour l'émission musicale MuchMusic. Elle a ainsi l'occasion d'interviewer des artistes et groupes populaires et alternatifs telles que Robert Pattinson ou Rachelle Lefevre.
En 2008, elle déménage à Los Angeles et présente avec Joel Gourdin durant deux saisons la série de Syfy intitulée WCG: Gamer Ultimate.
Depuis 2010, elle joue le rôle de Cece dans la série New Girl sur Fox's comedy. En juillet 2012, elle remporte le prix de la meilleure révélation féminine internationale aux Teen Choice Awards, après seulement quelques mois de diffusion de la série sur la chaine Fox.
Elle tourne en 2012 dans la webserie H+ : The Digital Series (en), produite par Bryan Singer.
En 2013, elle crée sa propre association, The pink daisy project, qui consiste à venir en aide aux femmes ou jeunes mamans atteintes de cancer, et en devient donc l'ambassadrice. La même année, elle apparait également comme égérie aux côtés de l'actrice et mannequin Kate Upton pour la marque Gillette qui a pour slogan « What Women want ».
En 2014, elle défile à la Fashion Week de New York dans un vêtement signée Monique Huillier.
En juillet 2014, elle rencontre Malala Yousafzai, Prix nobel de la paix.
En janvier 2016, elle anime et présente le fameux Cat Dance Film Festival à Sunset.
En février 2016, elle devient l'égérie de la pub Pepsi Half Time pour le super bowl.
En juin 2016, elle est annoncée comme présentatrice principale au casting de l'émission d'aventure Kicking and Screaming.
En août 2017, elle est à l'affiche du film Killing Gunther aux côtès de Arnold Schwarzenegger.
En septembre 2017, elle devient partenaire de la marque JERGENS, Un produit de beauté pour la peau dont elle fait la promotion sur les réseaux sociaux comme Instagram.
Elle devient également égérie de la marque pour shampoing "Marajo Hair Care" le même mois.
En Juin 2018, elle devient l'égérie de la marque américaine de vêtements et accessoires Nordstorm pour les soldes et apparaît dans une de leur pubs.
En 2019, elle interprète un rôle secondaire dans la série Weird City (en) diffusée par Youtube Premium.
En 2021, elle est à l'affiche du téléfilm Welcome to Georgia aux côtés de l'actrice Elizabeth Hurley.
Elle a une robe qui porte son nom, la « Hannah Simone », tirée de la collection d'été du styliste Tommy Hilfiger et de Zooey Deschanel.
En février 2023, elle tient l'un des rôles récurrents de la série télévisée Not Dead Yet, aux côtés de Gina Rodriguez et Lauren Ash.

## Distinctions et récompenses
Hannah Simone remporte en 2012 le Teen Choice Award de la meilleure révélation féminine internationale pour son rôle de Cecelia Parikh dans la série New Girl.
En 2015, elle remporte le Real Asian Film Festival du meilleur film pour Miss India America (dans lequel elle tient l'un des rôles principaux).

## Vie privée
Hannah Simone réside entre Los Angeles et le Canada.
En juillet 2016, elle se marie avec Jesse Giddings (en), son fiancé depuis très longue date. En avril 2017, il est annoncé que le couple attend son premier enfant. Elle est maman pour la première fois à 37 ans début août 2017. On ne connait pas le prénom de son fils, l'actrice reste discrète.
Elle est marraine d'une petite fille nommée Maxine.

## Filmographie

### Cinéma
- 2013 : Old Boy de Spike Lee : Stephanie Lee
- 2015 : Miss India America : Sonia Nielson
- 2017 : Killing Gunther de Taran Killiam : Sanaa

### Télévision

#### Séries télévisées
- 2005 : Kevin Hill : Larissa (saison 1 - épisode 17 : Ce que femme veut… (Only Sixteen)
- 2005 : Kojak : La fille sexy
- 2006 : Beautiful People : La cliente qui fixe le café (saison 1 - épisode 11 : Princes et Voyous (A Tale of Two Parties)
- 2012 : H+ : The Digital Series (en) : Leena (8 épisodes)
- 2011-2018 : New Girl : Cecilia « Cece » Parikh
- 2018 : Single Parents : Dr. Dewan (3 épisodes)
- 2019 : Weird City (en) : Phepanie
- 2023 : Not Dead Yet : Sam

#### Séries télévisées d'animation
- 2020 : Où est Charlie ? : Odissi
- 2020 : Hoops : Dr Brooks
- 2020 : Loafy : Simone le serpent (voix)
- 2020–2022 : Mira, détective royale : Pinky / Fatima (voix)
- 2021 : No Activity : Terry (voix)

#### Téléfilms
- 2018 : The Greatest American Hero : Meera
- 2019 : Awokened : Zia
- 2021 : Welcome to Georgia : Penelope